# Associació de Futbol de Sudan del Sud
L'Associació de Futbol del Sudan del Sud és la institució que regeix el futbol al Sudan del Sud. Agrupa tots els clubs de futbol del país i es fa càrrec de l'organització de la Lliga de Sudan del Sud de futbol i la Copa. També és titular de la Selecció de futbol de Sudan del Sud absoluta i les de les altres categories. Té la seu a Juba.
Va ser formada el 2011.
- Afiliació a la FIFA: 25 maig 2012[4]
- Afiliació a la CAF: 10 febrer 2012[5]
- Afiliació a la CECAFA: 9 maig 2012[6]